# Tohopesate vom 31. Oktober 1476
Die Tohopesate vom 31. Oktober 1476 ist ein Schutz- und Beistandsvertrag, der von 19 Städten der Hanse geschlossen wurde. Seine vier Ausfertigungen wurden in vier Hansestädten verwahrt; im Laufe der Zeit wurden zwei Urkunden zerstört. Im Mai 2023 wurde die Tohopesate vom 31. Oktober 1476 als Teil einer Auswahl wichtiger Dokumente zur Geschichte der Hanse in das Weltdokumentenerbe der UNESCO aufgenommen.

## Geschichte

### Etymologie
Etymologisch handelt es sich bei dem Substantiv Tohopesate [to:'ho:pe-'sa:te] um eine Zusammensetzung aus den mittelniederdeutschen Worten toho(o)pe (für zuhauf, im Sinne von zusammen) und sate (von sitten für sitzen). Das reflexive Verb tohopesaten bedeutet sich vereinigen, ein Bündnis (miteinander) schließen.
Zur Zeit der Hanse, also über einen 600-jährigen Zeitraum vom 12. bis zum 17. Jahrhundert, wurde unter einer Tohopesate ein Bündnis zwischen Hansestädten zur Wahrung ihrer politischen und wirtschaftlichen Unabhängigkeit verstanden.

### Historischer Hintergrund und Bedeutung
Braunschweiger Kaufleute waren seit dem 13. Jahrhundert am hansischen Handel beteiligt. Braunschweig war zusammen mit Magdeburg einer der zwei „Vororte“ der sächsischen Hansestädte. Am 29. Mai 1669, beim letzten Hansetag, gehörte Braunschweig neben Bremen, Danzig, Hamburg, Hildesheim, Köln, Lübeck, Osnabrück und Rostock zu den letzten neun verbliebenen Städten der Hanse.
Ihre Blütezeit hatte die Hanse im 14. Jahrhundert. Gegen Ende des 15. Jahrhunderts, an der Schwelle vom Spätmittelalter zur frühen Neuzeit, sahen jedoch viele Hansestädte ihre Unabhängigkeit von erstarkenden Territorialfürsten bedroht. Einige Städte wurden von den Herrschern gezwungen, aus dem hansischen Städtebund auszutreten, um dann – nunmehr schutzlos geworden – in eine Abhängigkeit von den jeweiligen Fürsten gezwungen zu werden. Allein die Stadt Braunschweig hatte aus diesem Grund zwischen dem 13. Jahrhundert und dem Ende des 15. Jahrhunderts über 50 derartige Bündnisabkommen geschlossen. Außerdem entwickelte sich im 14. Jahrhundert in (Alt-)Sachsen parallel zur Hanse ein Bund von bis zu 25 sächsischen Städten, der, wie die Hanse, ebenfalls im 15. Jahrhundert seine Blütezeit erlebte. Die Führungsrolle in diesem Bündnis hatten die Städte Braunschweig und Magdeburg. In Braunschweig fanden die meisten der regelmäßig stattfindenden Treffen der Bündnispartner statt, auch wurden sämtliche Finanzangelegenheiten dieses Städtebündnisses von Braunschweig aus geregelt.
Um dieser bedrohlichen Entwicklung entgegenzuwirken, hatte es bereits seit 1474 intensive Gespräche zwischen verschiedenen Hansestädten gegeben, die auch zu verschiedenen gegenseitigen Beistandsverträgen geführt hatten. Im Frühjahr 1476 hatte es Gespräche in den norddeutschen Hansestädten Uelzen und Lüneburg zwecks Abschlusses einer wendisch-sächsischen Tohopesate gegeben.
Auf dem vom 27. August bis zum 13. September 1476 in Bremen abgehaltenen Hansetag wurde eine Tohopesate zwischen den anwesenden 25 Städten verhandelt und angenommen. Sie genügte aber einigen Städten nicht, da sie lediglich unspezifische Absichtserklärungen enthielt. Deshalb kamen Mitte Oktober des Jahres die Bürgermeister und Abgesandten von 19 Städten aus dem Nord- und Ostseeraum sowie aus dem sächsisch-wendischen Quartier in Hildesheim zusammen, um einen eigenen Beistandspakt auszuhandeln, aus dem schließlich die Tohopesate vom 31. Oktober 1476 als Abschlussdokument hervorging. Das Dokument wies zahlreiche Parallelen zu einer bereits im Dezember 1450 verabschiedeten gesamthansischen Tohopesate auf.
Das Ende 1476 ausgehandelte Abkommen von 19 Städten war zunächst ein auf sechs Jahre befristetes Bündnis gegenseitiger politischer, finanzieller und militärischer Unterstützung bei Bedrohung von Wirtschaft und Handel sowie der städtischen Freiheit. Dabei wurde auch festgelegt, welche Stadt in welchem Umfang militärischen Beistand zu leisten habe, allen voran die Städte Lübeck und Hamburg, gefolgt von Magdeburg, Braunschweig, Lüneburg und Halle.
Die 19 Städte, die die Tohopesate durch Anhängen ihres Stadtsiegels beurkundeten, waren: Braunschweig, Bremen, Einbeck, Goslar, Göttingen, Halberstadt, Halle (Saale), Hamburg, Hannover, Hildesheim, Lübeck, Lüneburg, Magdeburg, Rostock, Stade, Stendal, Stralsund, Uelzen und Wismar. Das Dokument wurde in vier Exemplaren ausgestellt und anschließend im Umlaufverfahren von allen 19 Städten besiegelt. Anschließend wurden die Exemplare in Braunschweig, Hamburg, Lübeck und Magdeburg niedergelegt.
Nach Ablauf der Sechsjahresfrist sollte das Bündnis 1482 erneuert werden. Dazu war vereinbart worden, sich sechs Monate vor Ablauf dieser Frist auf Einladung Lübecks in Lüneburg für neue Verhandlungen bzw. zur Verlängerung einzufinden. Zu dieser Einladung und zum Abschluss einer neuen Tohopesate kam es jedoch nie. Im Gegenteil, trotz der starken Worte des Bündnisvertrages und des sich darin gegenseitig zugesicherten (militärischen) Beistandes im Falle einer Bedrohung von außen geschah bereits kurz darauf nichts. 1478, nicht einmal zwei Jahre nach Besiegelung, sah sich Halle a.d.S. massiv vom magdeburgischen Erzbischof Ernst II. von Sachsen bedrängt und hätte zur Verteidigung seiner Unabhängigkeit die Hilfe der anderen Hansestädte benötigt, so wie es der Bündnisvertrag vorsah. Außer Lippenbekenntnissen der anderen Städte wurden jedoch keine Truppen entsandt, und so verlor Halle seine Selbständigkeit, was einen großen Verlust für die Hanse darstellte. 1482 wurde für vier Jahre ein Nachfolgebündnis von 15 Hansestädten geschlossen.
Der Druck der Territorialfürsten auf die Hansestädte stieg in der Folge kontinuierlich, sodass viele niedersächsische Städte im Laufe des 16. Jahrhunderts aus der Hanse austraten, was schließlich zum politischen und wirtschaftlichen Niedergang der Hanse beitrug.

### Erhaltene Exemplare
Von den ursprünglich vier gefertigten Urkunden wurde die in Magdeburg verwahrte im Dreißigjährigen Krieg bei der zynisch als Magdeburger Hochzeit bezeichneten großflächigen Zerstörung der Stadt im Mai 1631 durch kaiserliche Truppen unter Tilly und Pappenheim zerstört. Das Hamburger Exemplar wurde wahrscheinlich beim Stadtbrand von 1842 vernichtet, sodass heute nur noch die Urkunden in Lübeck und Braunschweig erhalten sind.
Die in Braunschweig erhaltene Tohopesate wird im Stadtarchiv Braunschweig unter der Signatur A I 1: 885 verwahrt. Die Urkunde ist aus Pergament. Am unteren Rand sind an Pergamentstreifen die Siegel der 19 Teilnehmerstädte angebracht. Ohne die angehängten Siegel ist die Urkunde 46 cm hoch und 62 cm breit. Das in Braunschweig verwahrte Dokument ist das erste in das Welterberegister aufgenommene, das aus einem Archiv in Niedersachsen stammt.
Die in Lübeck erhaltene Tohopesate wird im Stadtarchiv Lübeck unter der Signatur 01.1-01 (1) : 06436 verwahrt.

## Beurteilung durch die UNESCO
Am 18. Mai 2023 entschied der für das Weltdokumentenerbe (Memory of the World) zuständige Exekutivrat, 17 Einzeldokumente unterschiedlicher Dokumentgruppen zur Geschichte der Hanse in die Liste des Weltdokumentenerbes aufzunehmen. Zuvor hatte unter Federführung des Archivs der Hansestadt Lübeck eine internationale Konferenz stattgefunden, auf der diejenigen Dokumente ausgewählt wurden, die schließlich bei der UNESCO zur Prüfung bzw. Aufnahme in das Memory of the World eingereicht wurden; sie stammen aus elf Archiven in Belgien, Dänemark, Deutschland, Estland, Lettland und Polen.
Bei den ausgewählten Dokumenten handelt es sich um Zollbücher, Sitzungsprotokolle, Privilegien und Urkunden aus den Jahren 1192 bis 1547, die sich in folgende sechs Kategorien einteilen lassen, die jeweils unterschiedliche Aspekte der Geschichte der Hanse repräsentieren: Hansetage, Handelsverträge und Privilegien, Kontore, Seerecht, Konflikte und Bündnisse sowie kaufmännische Überlieferung.
Die verschiedenen, von der UNESCO aufgenommenen Hanse-Dokumente sind Zeugnis der Entwicklung Nordeuropas vor über 600 Jahren. Der freiwillige Zusammenschluss einer großen Anzahl europäischer Kaufleute aus etwa 200 Hansestädten erstreckte sich über ein Gebiet, das heute 25 Staaten Europas umfasst. Auch die einmalige Dauer der Hanse von mehreren Jahrhunderten sowie deren Entwicklung von einer Vereinigung von Kaufleuten (Kaufmannshanse) hin zu einem Zusammenschluss von Städten (Städtehanse) ist von nicht zu unterschätzender historischer Bedeutung, wie auch die regelmäßig abgehaltenen Hansetage, auf denen Entscheidung per Mehrheitsbeschluss getroffen wurden.
Die Tohopesate vom 31. Oktober 1476 ist dabei von besonderer historischer Bedeutung, weil sie ein einzigartiges Beispiel für hanseatische Kooperation darstellt, bei der die Verschriftlichung von Vereinbarungen eine einzigartige und höchst bedeutsame Rolle spielte. Wie die anderen Hanse-Unterlagen repräsentiert sie exemplarisch Einigungs- und Kommunikationsinstrumente der Hanse sowie deren Schrift- und Erinnerungspraxis.